# Olší (kraj południowomorawski)
Olší – gmina w Czechach, w powiecie Brno, w kraju południowomorawskim. Według danych z dnia 1 stycznia 2014 liczyła 311 mieszkańców.